# Uperodon globulosus
Espèce
Synonymes
- Cacopus globulosus Günther, 1864

Statut de conservation UICN

 LC  : Préoccupation mineure
Uperodon globulosus est une espèce d'amphibiens de la famille des Microhylidae.

## Répartition
Cette espèce se rencontre :
- dans le sud du Népal ;
- au Bangladesh ;
- en Inde.

## Description

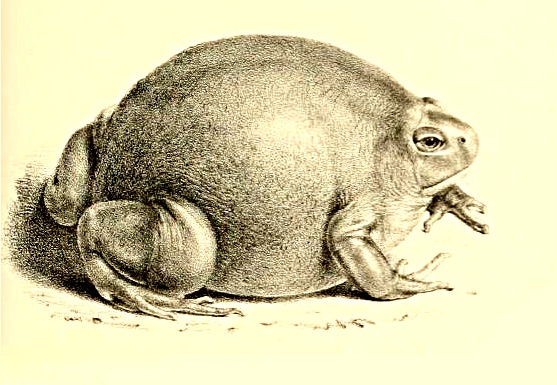
Uperodon globulosus par Günther

Les mâles mesurent 65 mm et les femelles 84 mm.

## Étymologie
Son nom d'espèce, dérivé du latin globōsus, « sphérique », lui a été donné en référence à la forme de son corps.

## Publication originale
- Günther, 1864 : The reptiles of British India, p. 1-452 (texte intégral).